# 施泰因费尔德畔魏克尔斯多夫
施泰因费尔德畔魏克尔斯多夫是奥地利下奥地利州维也纳新城城郊县的一个市镇。总面积14.21平方公里，总人口1006人，人口密度70.8人/平方公里（2005年）。